# Dodecadodecaedro camuso invertito
In geometria, il dodecadodecaedro camuso invertito è un poliedro stellato uniforme avente 84 facce - 60 triangolari, 12 pentagonali e 12 a forma di pentagramma - 150 spigoli e 60 vertici.

## Coordinate cartesiane
Le coordinate cartesiane per i vertici del dodecadodecaedro camuso invertito, spesso indicato con il simbolo U60 e il cui inviluppo convesso è un dodecaedro camuso non uniforme, sono date da tutte le permutazioni pari di:
{\displaystyle \left(\,\pm 2\alpha ,\,\pm 2,\,\pm 2\beta \,\right)}
{\displaystyle \left(\,\pm (\alpha +\beta \varphi ^{-1}+\varphi ),\,\pm (-\alpha \varphi +\beta +\varphi ^{-1}),\,\pm (\alpha \varphi ^{-1}+\beta \varphi -1)\,\right)}
{\displaystyle \left(\,\pm (-\alpha \varphi ^{-1}+\beta \varphi +1),\,\pm (-\alpha +\beta \varphi ^{-1}-\varphi ),\,\pm (\alpha \varphi +\beta -\varphi ^{-1})\,\right)}
{\displaystyle \left(\,\pm (-\alpha \varphi ^{-1}+\beta \varphi -1),\,\pm (\alpha -\beta \varphi ^{-1}-\varphi ),\,\pm (\alpha \varphi +\beta +\varphi ^{-1})\,\right)}
{\displaystyle \left(\,\pm (\alpha +\beta \varphi ^{-1}-\varphi ),\,\pm (\alpha \varphi -\beta +\varphi ^{-1}),\,\pm (\alpha \varphi ^{-1}+\beta \varphi +1)\,\right)}
con un numero pari di segni più, dove {\displaystyle \varphi ={\tfrac {1+{\sqrt {5}}}{2}}} è la sezione aurea, {\displaystyle \alpha \approx -0,3352090} è la radice reale negativa dell'equazione l'unica soluzione reale dell'equazione {\displaystyle \varphi \alpha ^{4}-\alpha ^{3}+2\alpha ^{2}-\alpha -{\frac {1}{\varphi }}=0} e {\displaystyle \beta ={\frac {\alpha ^{2}\varphi ^{-1}+\varphi }{\alpha \varphi -\varphi ^{-1}}}.}

## Poliedri correlati

### Esacontaedro pentagonale medio invertito
L'esacontaedro pentagonale medio invertito è un poliedro stellato isoedro, nonché il duale del dodecadodecaedro camuso invertito, avente per facce 60 pentagoni irregolari non convessi.
Dato un dodecadodecaedro camuso invertito di spigolo pari a 1, immaginando l'esacontaedro pentagonale medio invertito come composto da 60 facce intersecanti a forma di pentagono irregolare non convesso, come riportato nella figura sottostante, di cui solo una parte visibile all'esterno del solido, e considerando la già citata sezione aurea e il numero {\displaystyle \xi \approx -0,236\,993\,843\,45} - radice maggiore del polinomio {\displaystyle P=8x^{4}-12x^{3}+5x+1} - ogni faccia risulta avere tre angoli uguali di ampiezza pari a {\displaystyle \arccos(\xi )\approx 103,709\,182\,219\,53^{\circ }}, un angolo ampio {\displaystyle \arccos(\phi ^{2}\xi +\phi )\approx 3,990\,130\,423\,41^{\circ }} e uno ampio {\displaystyle 360^{\circ }-\arccos(\phi ^{-2}\xi -\phi ^{-1})\approx 224,882\,322\,917\,99^{\circ }}, con due lati corti di lunghezza pari a {\displaystyle 1-{\sqrt {\frac {1-\xi }{\phi ^{3}-\xi }}}\approx 0,474\,126\,460\,54,} due più grandi di lunghezza pari a {\displaystyle 1+{\sqrt {\frac {1-\xi }{\phi ^{-3}-\xi }}}\approx 37,551\,879\,448\,54} e due medi di lunghezza pari a 2.